# Asterocampa alicia
Asterocampa alicia is een vlinder uit de familie van de Nymphalidae. De wetenschappelijke naam van de soort is voor het eerst geldig gepubliceerd in 1868 door William Henry Edwards.